# Rob Gee
Robert Gilmore (New Jersey, 26 mei 1971), beter bekend onder zijn artiestennaam Rob Gee, is een Amerikaanse hardcore-dj en -producent. Hij begon met het spelen van hiphop en punk in New York toen hij pas vijftien jaar oud was.
Hierna ontdekte hij hardcore en begon deze muziekstijl te produceren onder de naam Riot Squad. Hij deed dit voor label 12 Gauge. 
Op Sensation Black in 2006, ontstond een rel. Rob Gee trad op met zijn liveband tot het publiek begon te roepen dat de muziek hen niet aanstond. Een persoon klom op het podium en gaf Rob Gee een klap op zijn gezicht, waarna de hele liveband de man aanvloog en begonnen te vechten. Er werd daarna geen muziek meer gespeeld door de band, en het normale programma van Sensation Black werd voortgezet.

## Singles
| Single met eventuele hitnotering(en) in de Nederlandse Top 40 | Datum van verschijnen | Datum van binnenkomst | Hoogste positie | Aantal weken | Opmerkingen |
| ------------------------------------------------------------- | --------------------- | --------------------- | --------------- | ------------ | ----------- |
| Punk, Funk & Live (Ecstasy, You Got What I Need!)             | 1996                  | 28-09-1996            | 30              | 6            |             |

## Alias
Rob Gee is ook wel bekend onder de namen:
- 66.6% Natas
- Natas
- Riot Squad
- Robert Gilmore

Er zijn ook een aantal varianten op zijn naam, namelijk:
- MC Rob Gee
- Rob M.F. Gee
- Rob G
- Rob.G
- Robgee